# Envarsgripande
Envarsgripande är det svenska juridiska begreppet för den rättighet som envar (det vill säga vem som helst) har att i vissa speciella situationer gripa personer som har begått brott. Liknande rättigheter finns i flera länder.
Rättegångsbalkens 24 kap. 7 § lyder: "Om den som har begått brott, på vilket fängelse kan följa, påträffas på bar gärning eller flyende fot, får han gripas av envar. Envar får också gripa den som är efterlyst för brott. Den gripne skall skyndsamt överlämnas till närmaste polisman."  Det är av stor vikt att den gripne ställs inför polis så snart som möjligt.
För att rekvisitet "på vilket fängelse kan följa" ska vara uppfyllt är det tillräckligt att fängelse finns i straffskalan. Huruvida det verkligen kommer ge fängelse i det aktuella fallet är inte relevant. Ett vanligt exempel är ringa stöld (tidigare snatteri) som typiskt sett resulterar i böter, men kan rent teoretiskt ge upp till sex månaders fängelse.
Enligt praxis krävs inte att den som gör ett envarsgripande till fullo har utrett den gripnes skuld till brottet, men ingripandet kan inte ske utan någon konkret indikation på att det är just denna personen som begått brottet, till exempel kan det vara bra om den som utför gripandet har sett den misstänkte begå brottet. I den händelse ett envarsgripande i själva verket inte är skäligt, kan den gripne eller tredje part äga rätt till nödvärn.
I ett utslag i Svea hovrätt 2009, fastslogs att det inte finns någon exakt tidsgräns för hur länge ett envarsgripande är lagligt efter brottsögonblicket. Rätten fastslog att, så länge den misstänkte oavbrutet befinner sig inom synhåll, vilket därmed utesluter risken för att fel person grips, kan det anses att gärningsmannen gripits "på bar gärning eller flyende fot", vilket därmed gör envarsgripandet lagligt.